# Alstroemeria stenopetala
Alstroemeria stenopetala este o specie de plante monocotiledonate din genul Alstroemeria, familia Alstroemeriaceae, descrisă de Moritz August Seubert. Conform Catalogue of Life specia Alstroemeria stenopetala nu are subspecii cunoscute.